# Heinz Vietheer

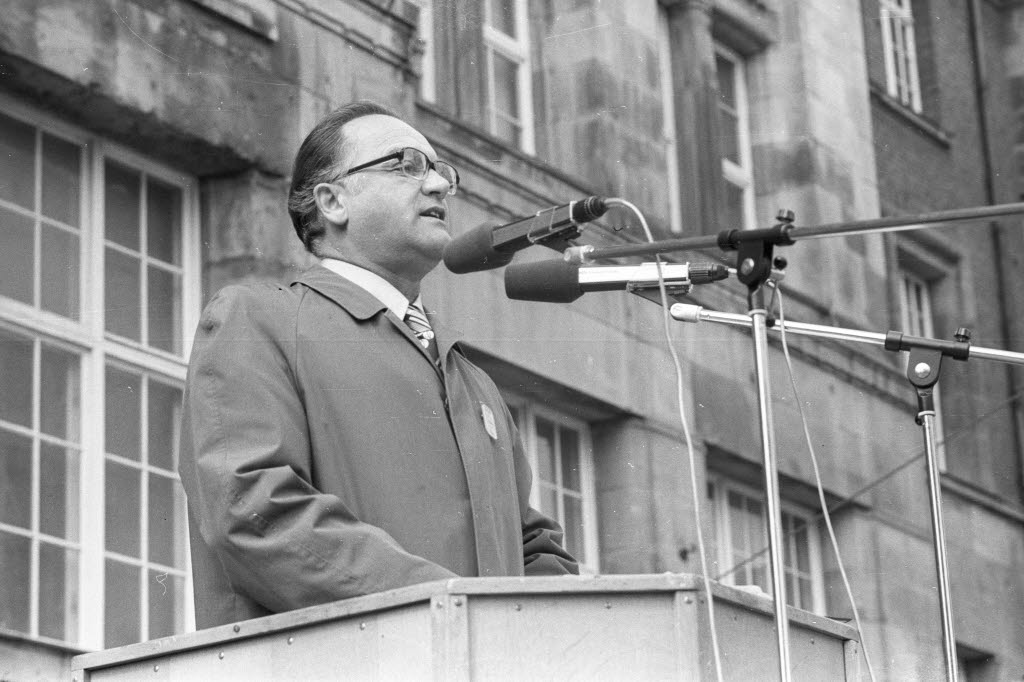
Heinz Vietheer als Sprecher bei einer Maikundgebung vor dem Kieler Rathaus (1976)

Heinz Vietheer (* 23. Dezember 1921 in Kiel; † 30. Mai 1996) war ein deutscher Gewerkschaftsfunktionär und von 1965 bis 1980 Vorsitzender der Gewerkschaft HBV.

## Leben
Vietheer, 1921 als zweiter Sohn des Maurers Friedrich Vietheer und Emma Catharina Margretha Carlsson geboren, wuchs in Kiel-Friedrichsort auf. Vietheer absolvierte nach der Mittelschule eine Lehre in einer Anwaltsfirma. Nach Kriegsdienst und Gefangenschaft war er Dolmetscher und später Personalchef in einer Kieler Firma. 1947 wurde er Landesbeauftragter für soziale Betreuung in Schleswig-Holstein. Seit 1949 war er Gewerkschaftsmitglied, seit 1950 hauptamtlich in der Gewerkschaftsbewegung tätig: zuerst als Geschäftsführender Sekretär der Gewerkschaft Handel, Banken und Versicherungen, heute (ver.di) in Kiel; seit 1955 als Landesbezirksvorsitzender der Gewerkschaft HBV Niedersachsen/Bremen; seit 1958 als Abteilungsleiter im Landesbezirk Niedersachsen des DGB, Ressort Organisation und Verwaltung. 1960 wurde er Mitglied des Geschäftsführenden Landesvorstandes des DGB-Landesbezirks Niedersachsen/Bremen. 1964 übernahm er die Leitung der Vermögensverwaltung des DGB in Niedersachsen. Am 28. Mai 1965 wurde er als Nachfolger von Werner Ziemann erster Vorsitzender der Gewerkschaft Handel, Banken und Versicherungen (HBV). Er verließ die Gewerkschaft 1980 offiziell aus gesundheitlichen Gründen. Während seiner Amtszeit entwickelte sich die Anzahl der Mitglieder der HBV von 130.000 im Jahr 1965 auf 340.000 im Jahr 1980. Als Vorsitzender der HBV folgte ihm Günter Volkmar. Er verlegte daraufhin seinen Wohnsitz von Düsseldorf nach Otterndorf. Vom 18. Mai 1978 bis zum 18. Mai 1983 war Vietheer Mitglied im Aufsichtsrat der Deutschen Bank.
Vietheer war Mitglied der SPD und wurde innergewerkschaftlich dem „rechten Flügel“ zugerechnet.
Vietheer konnte nicht als Informant vom Auslandsnachrichtendienst der DDR angeworben werden, obwohl sein Bekannter Arthur Killat (SPD), der für die Hauptverwaltung Aufklärung unter dem Decknamen „Kegel“ arbeitete, dies versuchte.
Der Nachlass von Vietheer umfasst 1,1 laufende Meter und wird im Archiv der Friedrich-Ebert-Stiftung verwahrt.

## Veröffentlichungen
- Heinz Vietheer: Version oder Vision? – Überlegungen zum Verhältnis der DGB-Gewerkschaft HBV zur DAG, in Gewerkschaftliche Monatshefte 9/1974, S. 524–527
- Heinz Vietheer, HBV: Jahr der Hoffnung? Jahr der Entscheidung! In: Der Angestellte vom Januar 1968, PDF.
- Heinz Vietheer, HBV: Demokratie festigen! In: Der Angestellte vom Juli 1968, PDF.
- Heinz Vietheer: HBV – Gewerkschaft mit großen Chancen. In: Ausblick vom September 1974, PDF.
- Heinz Vietheer: Das Geschlecht Vietheer aus der Haseldorfer Marsch (Holstein). Heinz Reise Verlag, Göttingen 1954.
- Heinz Vietheer: Das Rechnungsbuch der Haseldorfer Marsch 1495-1501 – Älteste Bauernliste für die Kirchspiele Haseldorf, Haselau, Seestermühe, Neuendorf und Kollmar sowie Wirtschaftsführung auf der ehemaligen Burg Haseldorf, Selbstverlag 1989
- Heinz Vietheer: Chronik der Vietheer. Genealogie eines alten Bauerngeschlechts der Haseldorfer Marsch in Holstein; mit Beiträgen zur Heimatgeschichte. Band 1, 2,3, Hamburg 2012.